# Relations entre la Colombie et la Géorgie
Les relations entre la Colombie et la Géorgie sont les liens bilatéraux entre la République de Colombie, un pays d'Amérique du Sud, et la Géorgie, une république de Transcaucasie. Tandis que la Colombie vote en faveur de l'accès de la Géorgie à la Société des Nations en 1920, ce n'est qu'en 1997 que les deux pays signent un protocole à New York pour établir des liens diplomatiques, tandis que ce n'est qu'en 2010 que les deux pays commencent à approfondir leurs relations avec la visite du président géorgien Mikheïl Saakachvili pour l'inauguration de Juan Manuel Santos. En 2012, le premier ambassadeur géorgien en Colombie est nommé, mais avec résidence à Brasilia, tandis que la Colombie accrédite son ambassade à Ankara à la Géorgie en 2016.
Depuis la signature du Mémorandum d'entente entre les ministères des Affaires étrangères des deux pays en septembre 2013 les liens entre Tbilissi et Bogota sont principalement réglementés par les consultations politiques bilatérales, qui se déroulent plus ou moins fréquemment et qui comptent six cycles jusqu'à ce jour. Ces consultations ont mené à plusieurs progrès, dont le développement de la diplomatie sportive avec l'échange de joueurs de rugby en octobre 2017, des liens culturels et économiques (notamment avec l'organisation d'une semaine de la culture colombienne à Tbilissi en mars 2017), l'ouverture d'un consulat honoraire de la Colombie à Tbilissi en 2018 et la signature de plusieurs accords entre les deux pays.
Pour la Géorgie, entretenir des relations avec la Colombie est clé dans sa politique de non-reconnaissance pour empêcher la pression par la Russie en Amérique latine de reconnaître l'Abkhazie et l'Ossétie du Sud. Pour la Colombie, la Géorgie est un pas vers l'Eurasie, ce qui a encouragé le gouvernement colombien à approfondir les liens entre GUAM et l'Alliance du Pacifique et à augmenter le rôle de la Géorgie dans les organisations sud-américaines.

## Contexte

### Politique internationale de la Colombie
La République de Colombie est un pays situé dans le Nord-Ouest de l'Amérique du Sud qui gagne son indépendance de l'Espagne en 1819 et poursuit depuis une politique internationale limitée principalement à sa région. Longtemps alliée aux pouvoirs occidentaux durant la guerre froide, le pays a depuis développé une stratégie diplomatique envisageant une plus grande attention envers l'intégration économique et politique des pays d'Amérique latine. La stratégie du Ministère des Affaires étrangères de Colombie pour 2018-2022 prévoit une plus grande implication du pays dans les organisations multilatérales, notamment dans le cadre de la lutte contre le changement climatique, le crime organisé et le trafic de stupéfiants.
La Colombie a maintenu de proches relations avec l'Europe depuis la Seconde guerre mondiale, particulièrement avec l'Espagne et l'Allemagne. En 2018, le gouvernement colombien a annoncé une poussée vers le développement de relations bilatérales avec plus de nations européennes via le commerce. Depuis 2011, le ministère des Affaires étrangères entretient l'initiative « Diplomatie sportive et culturelle » pour utiliser les sports et la culture comme instruments vers la paix et le dialogue dans les zones de conflit, une initiative utilisée dans la politique diplomatique colombienne envers la Géorgie. Malgré ces projets, la Colombie n'a pas encore établi de proches liens avec l'Eurasie, un but pour lequel Bogota voit un potentiel de coopération avec la Géorgie. La seule présence diplomatique officielle de la Colombie en Transcaucasie est son ambassade à Bakou, qui ouvre en 2014.
La Colombie occupe un rôle important dans la propagation de la démocratie dans sa région. Depuis 2019, Bogota est instrumental dans l'aide envers Juan Guaido, président du Venezuela reconnu par les pouvoirs occidentaux, dont la Géorgie.

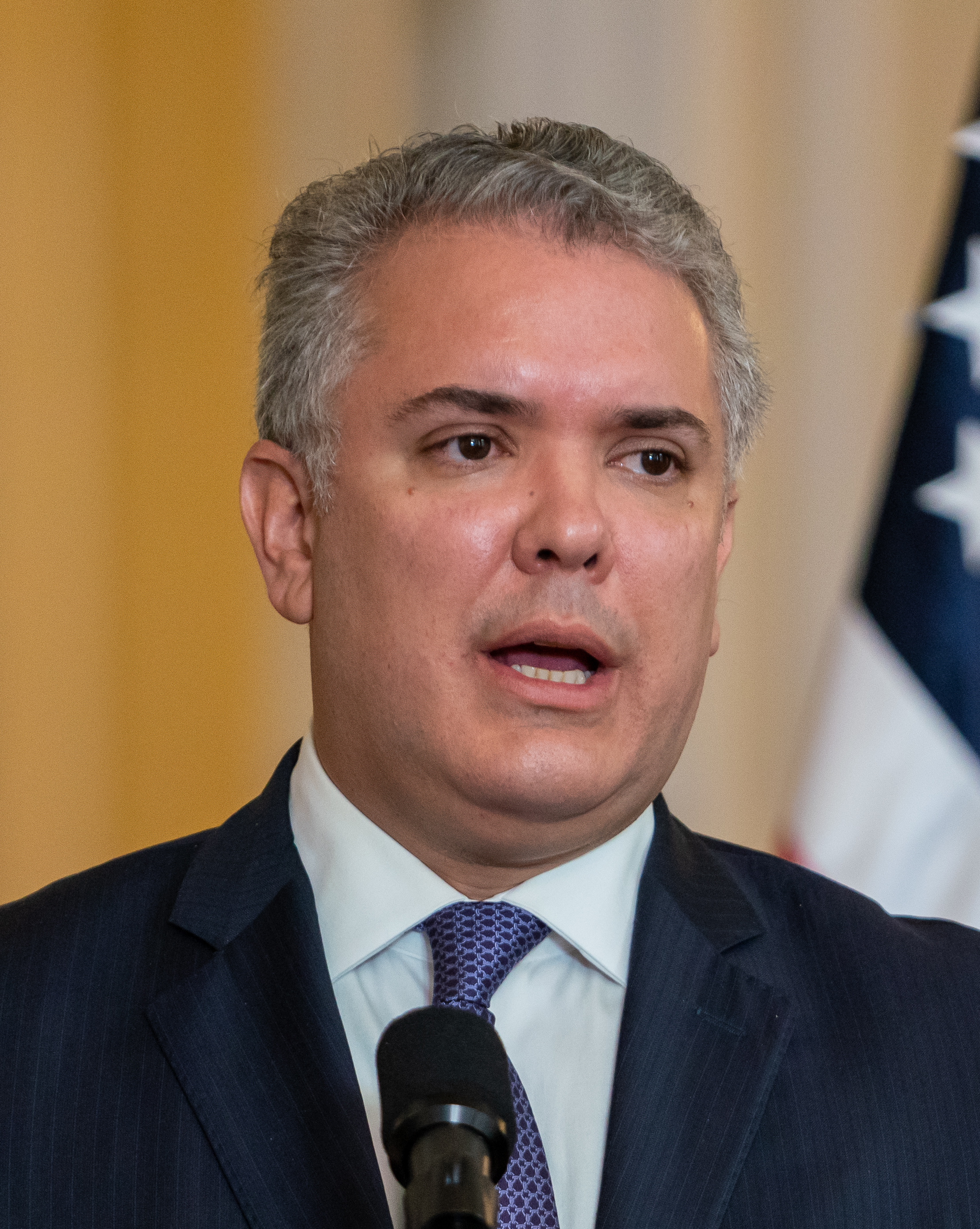
Ivan Duque, président de la Colombie (2018-)
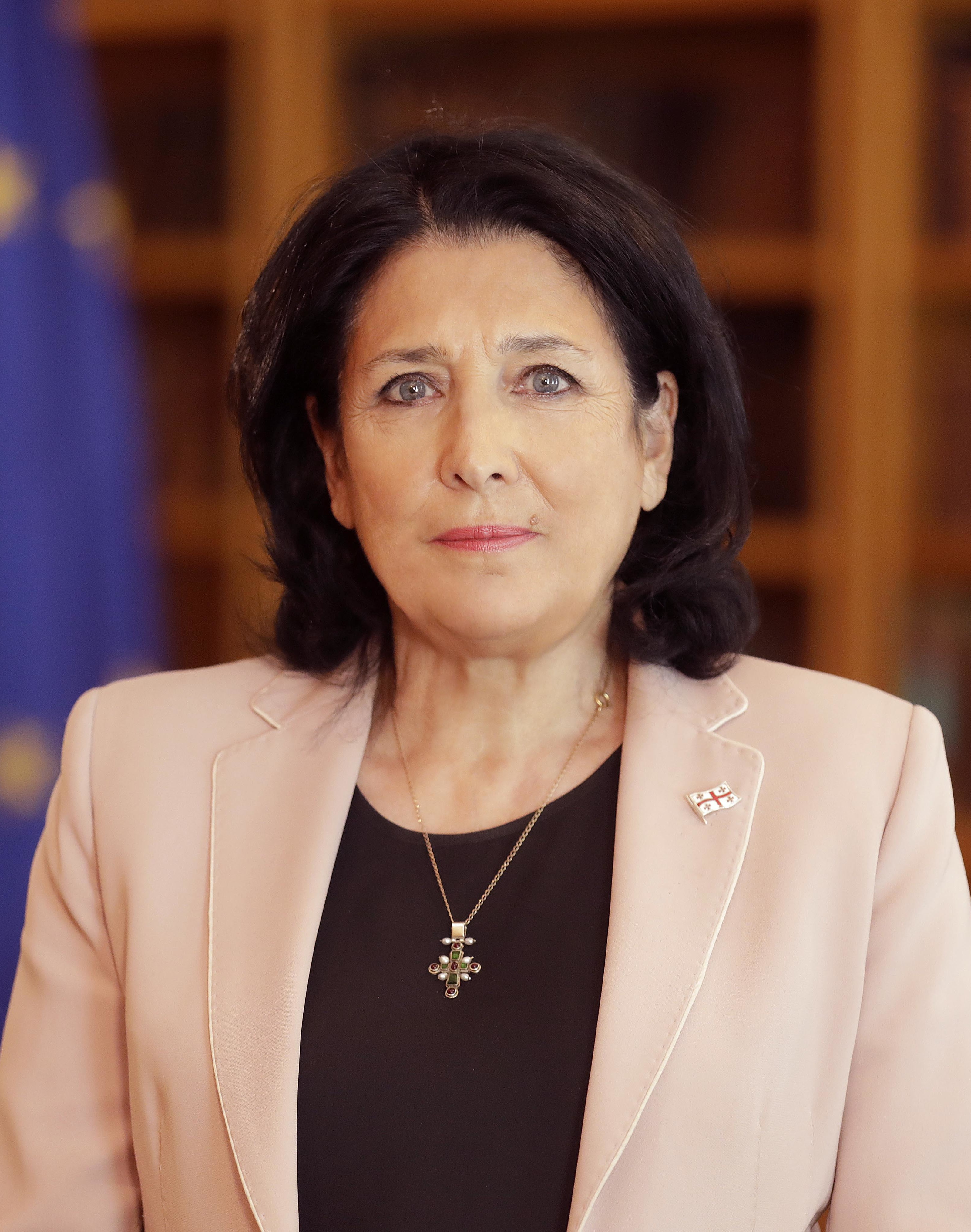
Salomé Zourabichvili, président de la Géorgie (2018-)

### Position de la Géorgie en Amérique latine

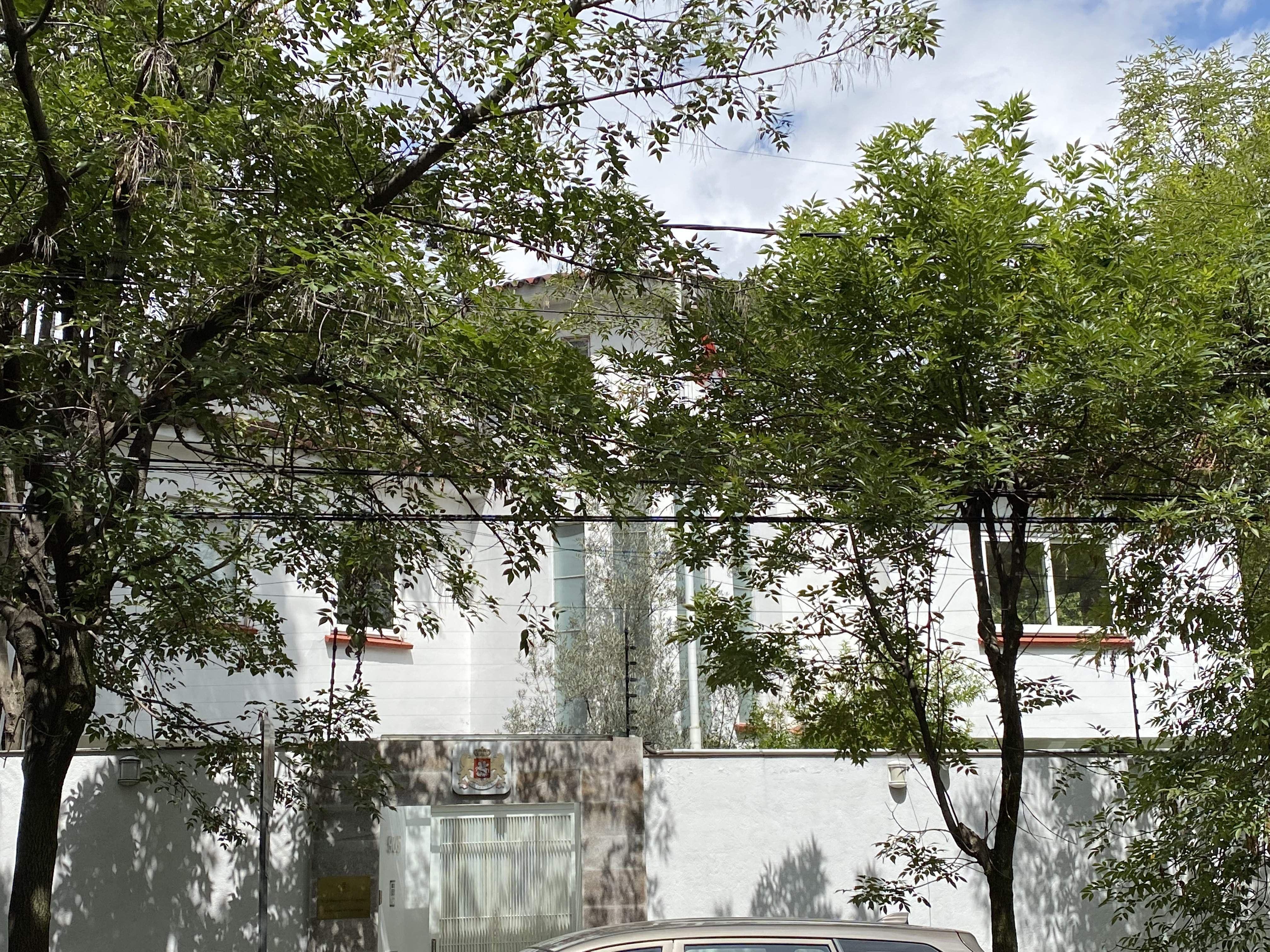
Ambassade de la Géorgie au Mexique

Depuis son indépendance en 1991, la Géorgie fait face à un conflit contre la Russie au sujet des régions séparatistes d'Abkhazie et d'Ossétie du Sud, conflit se développant en tensions diplomatiques, économiques et parfois militaires (voir la guerre russo-géorgienne de 2008). Parallèlement, la Géorgie supporte officiellement son intégration dans les organisations occidentales, telles que l'Union européenne et l'OTAN. Depuis la reconnaissance par la Russie de l'Abkhazie et de l'Ossétie du Sud en 2008, suivie par les gouvernements d'Hugo Chavez au Venezuela et Daniel Ortega au Nicaragua, la Géorgie s'est engagée dans une diplomatie globale de non-reconnaissance, en particulier dans les États sud-américains, africains et océaniens susceptibles à l'influence de la Russie.
C'est dans cette politique que la Géorgie lance une nouvelle stratégie en Amérique latine et ouvre plusieurs ambassades dans la région : Brézil et Cuba en 2011, Argentine et Mexique en 2012. Mikheïl Saakachvili, président géorgien, fait plusieurs visites à travers l'Amérique du Sud pour continuer cette politique, dont au Costa Rica en mai 2010, en Colombie en août 2010 et au Pérou en juillet 2011. Pour Tbilissi, la Colombie est un partenaire clé en tant que leader régional, dont au sein de l'Alliance du Pacifique, un statut confirmé durant la seconde tournée des Consultations politiques colombiano-géorgiennes en 2016.

## Histoire des relations bilatérales
Aucun lien connu n'existe entre la Colombie de l'empire espagnol et les royaumes géorgiens avant le XIXe siècle, tandis que la Géorgie fait déjà partie de la Russie impériale lors de l'indépendance de la Grande Colombie en 1819. Le premier contact entre les deux États apparaît en 1920 quand la Colombie est l'un des dix États membres de la Société des Nations à soutenir la candidature de la République démocratique de Géorgie pour rejoindre l'organisation internationale, un vote qui échoue et qui est suivie, en 1921, par l'invasion soviétique de la Géorgie.
Les relations diplomatiques entre la République de Colombie et la Géorgie sont officiellement établies le 6 juin 1997 lors de la signature d'un protocole bilatéral à New York (États-Unis) entre Julio Londoño Paredes, représentant permanent de la Colombie aux Nations unies, et son homologue géorgien Petré Tchkeïdzé, un accord qui garantit la reconnaissance de la soveraineté nationale et de l'intégrité territoriale entre les deux nations, particulièrement importante pour la Géorgie qui doit faire face depuis la chute de l'URSS à des conflits séparatistes en Abkhazie et en Ossétie du Sud. La Géorgie est alors menée par Edouard Chevardnadzé, président élu en 1995 qui tente d'étendre le réseau diplomatique de son pays, tandis que la Colombie est présidée par Ernesto Samper, un chef d'État socialiste qui dirige son pays sous sanctions des États-Unis. La Colombie et la Géorgie sont rarement associés pendant plusieurs années et le seul lien existant entre Tbilissi et Bogota est dans la lutte contre le trafic de stupéfiants, tel que l'interception par les autorités géorgiennes d'une cargaison de cocaïne en provenance de Colombie vers la Turquie. Durant cette période, la Colombie continue de reconnaître l'intégrité territoriale de la Géorgie selon le protocole de 1997, réitéré le 21 février 2017, tandis que la Géorgie partage ses condoléances auprès du gouvernement colombien lors de la tragédie de Mocoa et l'attentat du 17 janvier 2019 à Bogota.

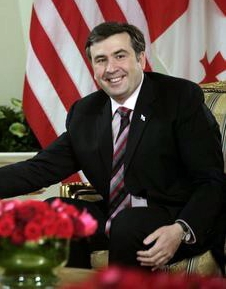
Mikheïl Saakachvili visite la Colombie en 2010.

Malgré un large manque de rapports bilatéraux entre les deux pays, la reconnaissance de l'Abkhazie et de l'Ossétie du Sud par la Russie en 2008, suivie par le Nicaragua et Venezuela en 2009, puis la visite du ministre des Affaires étrangères du gouvernement séparatiste abkhaze en Amérique latine en 2010 force Tbilissi à développer une stratégie diplomatique avec l'Amérique du Sud et la Colombie, alors l'un des plus proches alliés des États-Unis dans la région, devient une des cibles de la politique géorgienne. Le 7 août 2010, le président géorgien Mikheïl Saakachvili commémore les deux ans de la Deuxième guerre d'Ossétie du Sud à Bogota, le seul chef d'État européen présent à l'inauguration du président-élu Juan Manuel Santos,, une visite controversée qui est justifiée par le ministre d'État géorgien pour la Réintégration Temour Iakobachvili comme « importante » dans le cadre de la politique de non-reconnaissance, la stratégie diplomatique géorgienne pour faire balance à l'influence russe dans les pays en développement. À l'occasion, Guiorgui Baramidzé, ministre d'État géorgien pour l'Intégration euro-atlantique, déclare que « la Colombie, un pays démocratique et un partenaire des États-Unis, est un partenaire intéressant pour la Géorgie et approfondir nos relations avec ce pays est désirable pour notre pays ».
En Colombie, Saakachvili rencontre Santos et la nouvelle ministre colombienne des Affaires étrangères María Ángela Holguín, participe à un dîner en l'honneur d'Álvaro Uribe et s'adresse à la presse locale en espagnol, soulignant l'importance de la démocratie colombienne pour la Géorgie. Cette visite ouvre les portes vers des relations de plus en plus proches entre les deux pays. L'ambassade de la Colombie en Turquie est accréditée à la Géorgie en juillet 2011 et la Colombie est ajoutée à la juridiction de l'ambassade de la Géorgie au Brézil le 19 juillet 2012 quand l'ambassadeur Otar Berdzenichvili présente ses lettres de créance au président Santos. Le 23 mars 2012, Alfonso Soria, directeur du Département d'Europe du MAF de Colombie, visite Tbilissi et rencontre des membres du gouvernement géorgien pour envisager des relations économiques, culturelles, sociales, éducationnelles et sportives. Le 23 juillet, Sergui Kapanadzé, vice-ministre des Affaires étrangères de la Géorgie, visite la Colombie pour rencontrer son homologue Monica Lanzetta Mutis et des dignitaires des ministères colombiens de l'Infrastructure et de l'Agriculture et du Développement territorial, ainsi que ProColombia, l'agence gouvernementale chargée des exports.
La coopération agricole est abordée pour la première entre les deux pays lors de la rencontre entre l'ambassadeur géorgien Berdzenichvili et la vice-ministre colombienne des Affaires étrangères Patti Londoño Jaramillo le 22 février 2013, une rencontre qui se déroule lors de la visite de Berdzenichvili dans les villes de Barranquilla et Medellin. Londoño Jaramilla, en tant que vice-ministre, est chargée du porte-feuille géorgien au sein du gouvernement colombien : elle visite Tbilissi en août 2013 avec le vice-ministre du Commerce extérieur Gabriel Duque, rencontre ses homologues géorgiens David Zalkaliani en septembre 2014 et David Dondoua en octobre 2015 à New York puis représente le côté colombien dans les Consultations politiques entre les deux pays qui commencent en novembre 2013. Le 21 février 2017, Londoňo Jaramillo visite la Géorgie et signe un accord bilatéral sur l'exemption de visa pour les titulaires de passeports diplomatiques.
À un plus haut niveau, les ministres se rencontrent à plusieurs occasions à New York, particulièrement dans le cadre de l'Assemblée générale des Nations unies : Holguín et Maïa Pandjikidzé le 23 septembre 2013, Holguín et Mikheïl Djanelidzé le 21 septembre 2016 (rencontre durant laquelle les deux ministères signent un mémorandum d'entente vers la coopération technologique et économique) et le 19 septembre 2017 (durant laqelle Djanelidzé est invitée à visiter la Colombie,), puis Carlos Holmes Trujillo et David Zalkaliani le 27 septembre 2018.
Depuis la lancée des consultations politiques entre Bogota et Tbilissi, l'un des sujets les plus importants des relations bilatérales est l'administration publique électronique. Le 7 septembre 2015, une délégation colombienne composée de dignitaires du Ministère des Affaires étrangères, de la Surintendance des Notaires et du Registre, du Registre national pour le Statut civil, du Directorat des Impôts et de la Douane, de l'Administration de la ligne d'appel d'urgence 123 et du Département administratif de la Fonction publique visite la Géorgie afin de se renseigner sur l'expérience géorgienne dans l'administration électronique. Cette première visite technique colombienne à Tbilissi inclut des rencontres auprès des Ministères de la Justice, des Finances et des Affaires intérieures (ce dernier pour discuter de la coopération dans la lutte contre le crime international et la corruption). La rencontre entre les ministres Holguín et Djanelidzé de septembre 2017 aborde notamment la continuation de la collaboration dans ce secteur.
Le 20 mai 2015, l'ambassadeur Berdzenichvili visite Bogotá afin de rencontrer les membres du Congrès colombien. Une semaine plus tard, le Sénat de Colombie approuve l'établissement d'un groupe parlementaire d'amitié entre la République de Colombie et la Géorgie, une proposition du sénateur Jimmy Chamorro. Le groupe d'amitié parlementaire est présidé par José David Name Cardozo (U), tandis que son homologue géorgien est le député Vladimer Tchatchibaïa (RG) depuis le 18 février 2021.
Le 29 novembre 2016, Juan Alfredo Pinto Saavedra devient le premier ambassadeur de la Colombie en Géorgie quand il présente ses lettres de créance au président Guiorgui Margvelachvili. Le 18 juillet 2018, David Solomonia, qui remplace Berdzenichvili comme ambassadeur géorgien à Brasilia, présente ses lettres de créance au président Santos. Le 1er août 2018, pour célébrer la Fête nationale de la Colombie, Saavedra inaugure le Consulat honoraire de la Colombie à Tbilissi lors d'un évènement auquel participent des danseurs traditionnels de salsa colombienne. Le Consulat honoraire et son consul, l'homme d'affaires Merab Lominadzé, a la fonction de promouvoir les liens culturels, économiques et académiques entre les deux pays. C'est par ailleurs durant l'inauguration de ce consulat que la vice-ministre géorgienne des Affaires étrangères Khatouna Totladzé propose la signature d'un accord bilatéral sur l'exemption de visa.
Lors de l'inauguration du président colombien Iván Duque Márquez le 5 août 2018, la Géorgie est représentée par David Dondoua (vice-ministre des Affaires étrangères) et l'ambassadeur Solomonia.

## Relations modernes

### Consultations politiques
Il existe actuellement un dialogue politique entre la Géorgie et la Colombie dans plusieurs sphères, notamment l'économie, la culture et l'éducation, une coopération qui existe entre les services diplomatiques et académiques des deux républiques. La signature le 23 septembre 2013 du mémorandum d'entente entre les ministères des Affaires étrangères des deux pays inaugure le format des Consultations politiques entre la République de Colombie et la Géorgie. Jusqu'à ce jour, Bogota et Tbilissi ont entretenu six cycles de consultations :
1. 2 septembre 2014 (conférence téléphonique). Ce cycle apporte peu de résultats mais le 11 septembre suivant, l'ambassadeur géorgien Berdzenichvili rencontre la vice-ministre Londoño Jaramillo à Bogota pour s'accorder sur un autre cycle de consultations avant la fin de l'année. Les deux côtés annoncent un « renforcement » des relations bilatérales et Berdzenichvili lance une coopération avec l'Académie diplomatique Augusto Ramirez Campo, l'Université nationale de Colombie, le Musée de l'or et Confecámaras (la confédération de chambres de commerce colombiennes)[36].
2. 7 novembre 2014 (Bogota). Présidé par Patti Londoño Jaramillo (Colombie) et David Djalaghania (Géorgie), au sujet de la coopération technique, culturelle, commerciale et diplomatique. Ce cycle aborde la question de la nomination d'une représentation diplomatique colombienne en Géorgie. La délégation géorgienne inclut l'homme d'affaires Kakha Baïndourachvili, président de la Chambre de commerce de Géorgie, qui rencontre des dignitaires de Proexport[9],[35].
3. 29 juin 2016 (conférence téléphonique[9]). Présidé par Londoño Jaramillo et Djalaghania, au sujet de la coopération économique, culturelle, touristique, académique, sportive et diplomatique, ce cycle mène à un accord sur le besoin de visites de haut niveau entre les deux pays et de plans concrets pour la mise en œuvre d'initiatives bilatérales[37], la négociation finale de l'accord bilatéral sur l'exemption de visa pour les titulaires de passeports diplomatiques et un accord sur des échanges d'expositions entre le Musée d'or de Bogota et le Musée national de Géorgie[6].
4. 2 septembre 2016 (Tbilissi). Présidé par Juan Guillermo Castro Benetti (directeur pour l'Europe au ministère colombien des Affaires étrangères) et Guiorgui Khabelachvili (directeur pour les Amériques au ministère géorgien des Affaires étrangères)[9], au sujet de la coopération sportive et académique.
5. 21 février 2017 (Tbilissi). Présidé par Londoño Jaramillo et Djalaghania au sujet de la coopération commerciale, touristique, culturelle, académique et sportive (en particulier, le rugby en Géorgie). Durant ce cycle, les deux côtés signent l'accord sur l'exemption de visa pour les titulaires de passeports diplomatiques[12].
6. 11 avril 2019 (Bogota). Présidé par Luz Stella Jara (Colombie) et Vakhtang Makharoblichvili (Géorgie), au sujet de la coopération académique, culturelle et économique. Durant ce cycle, la Colombie partage son expérience dans le processus de paix entre le gouvernement colombien et les FARC-EP, ainsi que l'« économie orange » du président Duque Márquez. Tbilissi et Bogota explorent des options de mobilité académique, le développement d'alliances pour les industries orange, l'administration électronique et la cybersécurité, ainsi que le lancement de missions commerciales pour analyser le potentiel du marché géorgien pour le charbon et les fruits tropicaux[38].

### Diplomatie culturelle, sportive et économique

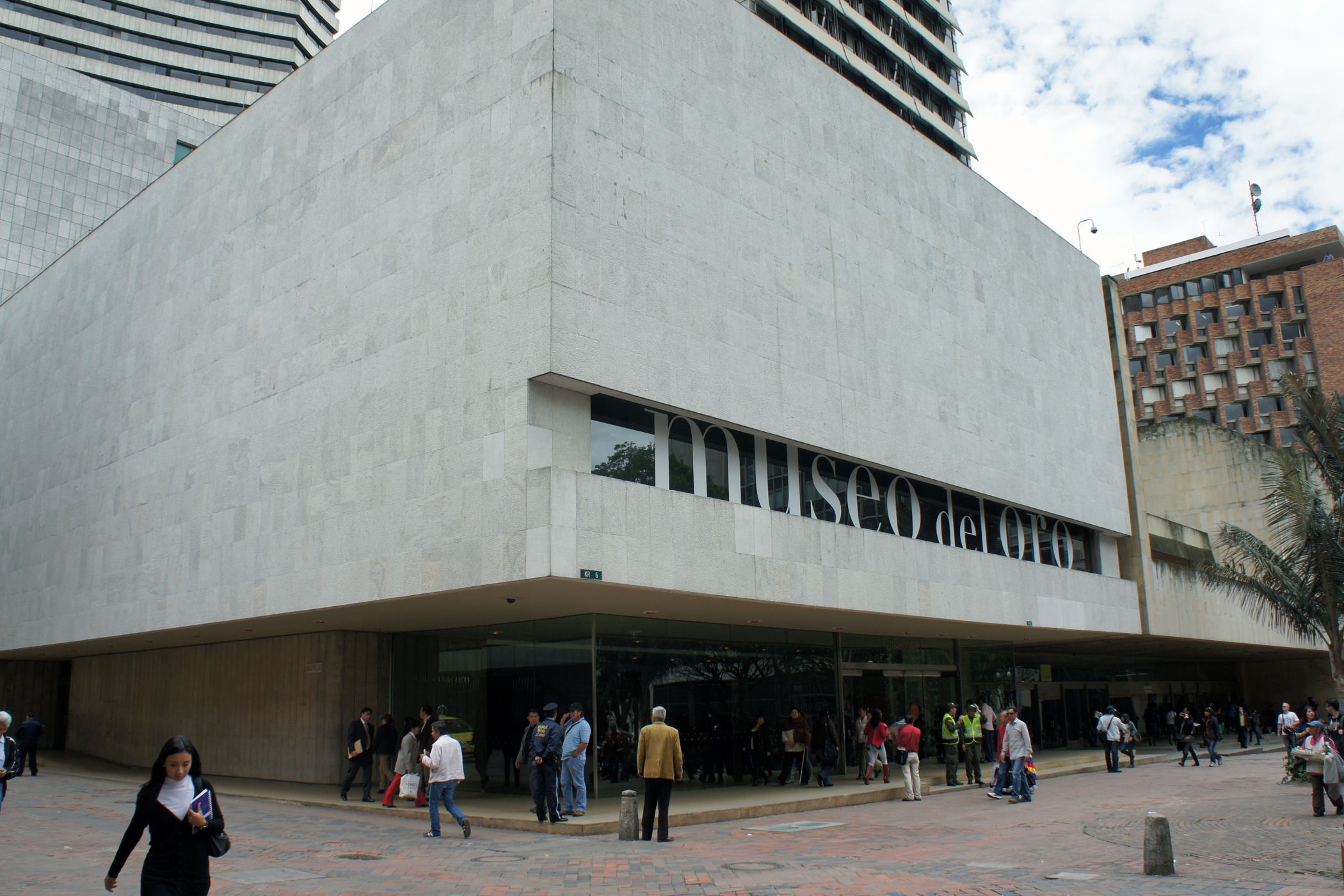
Musée de l'or de Bogota

L'importance des contacts entre les populations de Colombie et de Géorgie a été souligné à de nombreuses reprises, notamment en mars 2017. Dans ce but, la coopération culturelle est l'un des piliers des relations bilatérales. À partir du 23 septembre 2013, suivant la rencontre entre les chefs de diplomatie Maria Holguin et Maïa Pandjikidzé, les deux côtés travaillent vers l'organisation d'échanges entre le Musée d'or de Bogota et le Musée national de Géorgie, ce dernier contenant le Trésor national géorgien. Le 7 novembre 2014, la délégation géorgienne visitant Bogota dans le cadre du second cycle des consultations politiques bilatérales visite le Musée d'or afin de lancer le projet d'expositions jointes, tandis que l'ambassadeur colombien Saavedra rencontre en novembre 2016 Davit Lortkipanidzé, directeur général du Musée national de Géorgie.
La première exposition colombienne en Géorgie, au sujet de l'histoire de la production de l'or en Colombie, se déroule entre le 27 et le 31 mars 2017 durant la semaine de la culture colombienne à Tbilissi au Musée Simon Janashia de Géorgie. La cérémonie d'ouverture est menée par la vice-ministre Khatouna Tortladzé, l'ambassadeur Saavedra et le directeur du musée Mikheïl Tsereteli et inaugure quatre jours durant lesquels plusieurs films colombiens sont présentés, dont : Gabo, la creación de Gabriel García Márquez (Justin Webster), Colombia: Wild Magic (Mike Slee). Plus tard en avril 2017, The Wind Journeys de Ciro Guerra (2009) est présenté au festival du film latino-américain de Tbilissi. Le harpiste colombien Edmar Castaneda participe au 18e Festival du jazz de Tbilissi en octobre 2015.
La Colombie voit la Géorgie comme une priorité dans son programme pour la diplomatie sportive, pour la première fois abordée par l'ambassadeur Saavedra lors de sa visite à Tbilissi en décembre 2016, puis lors du cinquième cycle des consultations politiques bilatérales de février 2017. Durant la visite de la vice-ministre colombienne Patti Londoño Jaramillo dans le cadre de ce dernier en Géorgie, elle rencontre la direction de la Fédération géorgienne de rugby à XV à ce sujet et le 30 mars 2017, un accord bilatéral est signé pour la coopération sportive. Du 4 au 12 octobre 2017, 12 jeunes joueurs de rugby des ligues colombiennes de La Guajira et de Norte de Santander participent à un échange sportif avec leurs homologues géorgiens et visitent la Géorgie, une visite durant laquelle les joueurs rencontrent la direction de la Fédération et du Comité paralympique géorgien, participent à des matchs amicaux contre des jeunes joueurs de Tbilissi et Telavi et visitent Mtskheta. Celle-ci est le 115e échange fait dans le cadre de la diplomatie sportive de la Colombie.
Les liens académiques entre les deux pays sont abordés pour la première fois le 2 septembre 2016 lors de la visite de Juan Guillermo Castro Benetti, directeur pour l'Europe au ministère colombien des Affaires étrangères, qui discute l'idée d'échanges académiques entre les deux pays avec le vice-ministre géorgien David Dondoua. La question est de nouveau approchée le 29 juin 2017 lors de la rencontre entre Londoňo Jaramillo et Djalaghania à Cali.

### Liste des accords signés
| Accord | Date              | Lieu     | Signataire colombien                                                            | Signataire géorgien                                                       | Note |
| --- | ----------------- | -------- | ------------------------------------------------------------------------------- | ------------------------------------------------------------------------- | --- |
| Protocole sur l'établissement des relations diplomatiques entre la République de Colombie et la Géorgie                                                                                  | 6 juin 1997       | New York | Julio Londoño Paredes (Représentant permanent de la Colombie aux Nations unies) | Petré Tchkheïdzé (Représentant permanent de la Géorgie aux Nations unies) | [ 10 ] |
| Mémorandum d'entente sur la coopération entre le Ministère des Affaires étrangères de Géorgie et le Ministère des Affaires étrangères de Colombie                                        | 23 septembre 2013 | New York | María Ángela Holguín (Ministre des Affaires étrangères)                         | Maïa Pandjikidzé (Ministre des Affaires étrangères)                       | Cet accord entre en force dès sa signature et lance les Consultations politiques bilatérales.                                                                                       |
| Accord sur la coopération entre l'Université d'État de Tbilissi et l'Université nationale de Colombie                                                                                    | 2014              |          |                                                                                 |                                                                           | [ 50 ] |
| Mémorandum d'entente entre la Chambre du commerce et de l'industrie de Géorgie et la Confédération des Chambres du commerce de Colombie                                                  | 2014              |          |                                                                                 |                                                                           | [ 50 ] |
| Mémorandum d'entente sur la coopération technique | 21 septembre 2016 | New York | María Ángela Holguín (Ministre des Affaires étrangères)                         | Mikheïl Djanelidzé (Ministre des Affaires étrangères)                     | Cet accord forme un cadre de coopération scientifique, technologique et économique. Son premier résultat est le développement de la coopération dans l'administration électronique. |
| Accord entre le Gouvernement de la République de Colombie et le Gouvernement de Géorgie sur l'exemption de visa pour les titulaires de passeports diplomatiques, officiels ou de service | 21 février 2017   | Tbilissi | Patti Londoño Jaramillo (Vice-ministre des Affaires étrangères)                 | David Djalaghania (Vice-ministre des Affaires étrangères)                 | [ 52 ] |
| Mémorandum d'entente sur le développement d'activités pour la diplomatie sportive | 30 mars 2017      | Tbilissi | Juan Alfredo Pinto Saavedra (Ambassadeur de la Colombie en Géorgie)             | David Solomonia (Ambassadeur de la Géorgie en Colombie)                   | Cet accord garantit les échanges sportifs, le premier se déroulant dans le cadre du rugby en octobre 2017.                                                                          |

## Missions diplomatiques
Le premier ambassadeur de la Colombie en Géorgie est Juan Alfredo Pinto Saavedra, basé à Ankara et qui présente ses lettres de créance au président géorgien Guiorgui Margvelachvili le 29 novembre 2016. Selon le ministère colombien des Affaires étrangères, la décision par Bogota de couvrir la Géorgie diplomatiquement depuis son ambassade en Turquie date de 2011, tandis que les affaires consulaires sont auparavant mises à la charge des ambassades colombiennes à Budapest, Moscou et Varsovie. La Colombie et la Géorgie sont actuellement en négociations pour l'ouverture d'une ambassade colombienne à Tbilissi. Les ambassadeurs de Colombie en Géorgie (avec résidence à Ankara) sont :
- 29 novembre 2016 - 4 novembre 2018 : Juan Alfredo Pinto Saavedra ;
- depuis le 1er juillet 2019 : Julio Aníbal Riaño.

La Colombie maintient depuis le 1er juillet 2018 un consulat honoraire à Tbilissi, menée par Merab Lominadzé, un homme d'affaires géorgien.
La Géorgie n'a pas de mission diplomatique en Colombie mais y est représentée par son ambassade à Brasilia depuis le 19 juillet 2012, date à laquelle l'ambassadeur Otar Berdzenichvili présente ses lettres de créance au président colombien Juan Manuel Santos. Les ambassadeurs géorgiens sont :
- 19 juillet 2012 - 2016 : Otar Berdzenichvili ;
- depuis le 19 juillet 2017 : David Solomonia.

## Relations dans le cadre multilatéral
La Colombie et la Géorgie font partie de plusieurs organismes internationaux, dont l'ONU et ses organisations, INTERPOL, le FMI, l'Organisation internationale de télécommunications par satellite, la Cour permanente d'arbitrage et la Cour pénale internationale. Les deux pays sont signataires de plusieurs traités multilatéraux, tels que le Traité sur la non-prolifération des armes nucléaires et plusieurs accords environnementaux.
Dans le cadre de l'ONU, Tbilissi et Bogota ont une histoire de coopération depuis l'admission de la Géorgie dans l'organisation le 31 juillet 1992. En juin 2016, les consultations politiques bilatérales mènent à un accord informel de coopération dans le cadre de l'Agenda 2030 et des Objectifs de développement durable et les deux côtés réitèrent en 2019 leur souhait de continuer cette collaboration, ainsi que de lutter ensemble contre le changement climatique, le trafic de stupéfiants et la corruption dans le cadre de la Session extraordinaire de l’Assemblée générale sur la lutte contre la corruption.
Pour la Géorgie, une priorité est de convaincre la Colombie de voter en sa faveur sur une résolution annuellement présentée par la mission géorgienne sur le retour des personnes déplacées internes en Abkhazie et en Ossétie du Sud, une résolution qui est approuvée chaque année depuis 2008 par l'Assemblée générale des Nations unies mais à laquelle la Colombie s'abstient de voter. En 2010, le gouvernement géorgien a fait du lobbying auprès de la Colombie en vain et a par la suite demandé de l'aide du gouvernement des États-Unis pour faire pression sur Bogota, également en vain.
| Référence    | Nom | Date             | Position de la Colombie | Notes                         |
| ------------ | --- | ---------------- | ----------------------- | ----------------------------- |
| A/RES/46/241 | Admission de la République de Géorgie comme membre des Nations unies                                     | 31 juillet 1992  | Pour                    | Vote orale, résultat unanime. |
| A/RES/62/249 | Statut des déplacés internes d'Abkhazie (Géorgie)                                                        | 15 mai 2008      | Abstention              |                               |
| A/RES/63/307 | Statut des déplacés internes d'Abkhazie (Géorgie) et de la région de Tskhinvali/Ossétie du Sud (Géorgie) | 9 septembre 2009 | Abstention              |                               |
| A/RES/64/296 | Statut des déplacés internes d'Abkhazie (Géorgie) et de la région de Tskhinvali/Ossétie du Sud (Géorgie) | 7 septembre 2010 | Abstention              |                               |
| A/RES/65/287 | Statut des déplacés internes d'Abkhazie (Géorgie) et de la région de Tskhinvali/Ossétie du Sud (Géorgie) | 29 juin 2011     | Abstention              |                               |
| A/RES/66/283 | Statut des déplacés internes d'Abkhazie (Géorgie) et de la région de Tskhinvali/Ossétie du Sud (Géorgie) | 3 juillet 2012   | Abstention              |                               |
| A/RES/67/268 | Statut des déplacés internes d'Abkhazie (Géorgie) et de la région de Tskhinvali/Ossétie du Sud (Géorgie) | 13 juin 2013     | Abstention              |                               |
| A/RES/68/274 | Statut des déplacés internes d'Abkhazie (Géorgie) et de la région de Tskhinvali/Ossétie du Sud (Géorgie) | 5 juin 2014      | Abstention              |                               |
| A/RES/69/286 | Statut des déplacés internes d'Abkhazie (Géorgie) et de la région de Tskhinvali/Ossétie du Sud (Géorgie) | 3 juin 2015      | Abstention              |                               |
| A/RES/70/265 | Statut des déplacés internes d'Abkhazie (Géorgie) et de la région de Tskhinvali/Ossétie du Sud (Géorgie) | 7 juin 2016      | Abstention              |                               |
| A/RES/71/290 | Statut des déplacés internes d'Abkhazie (Géorgie) et de la région de Tskhinvali/Ossétie du Sud (Géorgie) | 1er juin 2017    | Abstention              |                               |
| A/RES/72/280 | Statut des déplacés internes d'Abkhazie (Géorgie) et de la région de Tskhinvali/Ossétie du Sud (Géorgie) | 12 juin 2018     | Abstention              |                               |
| A/RES/73/298 | Statut des déplacés internes d'Abkhazie (Géorgie) et de la région de Tskhinvali/Ossétie du Sud (Géorgie) | 4 juin 2019      | Abstention              |                               |
| A/RES/74/300 | Statut des déplacés internes d'Abkhazie (Géorgie) et de la région de Tskhinvali/Ossétie du Sud (Géorgie) | 3 septembre 2020 | Abstention              |                               |
| A/RES/75/285 | Statut des déplacés internes d'Abkhazie (Géorgie) et de la région de Tskhinvali/Ossétie du Sud (Géorgie) | 16 juin 2021     | Abstention              |                               |

La Colombie et la Géorgie collaborent de même dans les organisations régionales et le rôle de la Géorgie dans les entités sud-américaines est un thème courant des consultations politiques bilatérales. C'est grâce au soutien de Bogota que la Géorgie rejoint en tant qu'observateur l'Alliance du Pacifique le 3 juillet 2015. La Colombie voit dans cette coopération multilatérale une occasion de lier l'Eurasie à l'Amérique latine. Davit Djalaghania, vice-ministre géorgien des Affaires étrangères, visite Cali pour participer au 12e sommet de l'Alliance du Pacifique le 29 juin 2017, tandis que la Colombie briefe Tbilissi sur ses priorités comme pays-président de l'AP en 2017. La Colombie supporte un rôle augmenté pour la Géorgie au sein de l'Alliance. La rencontre entre les ministres Holguin et Pandjikidzé en septembre 2013 marque la première rencontre entre les présidents de GUAM et de l'AP et la coopération entre les deux organisations est de nouveau abordée par les dignitaires colombiens et géorgiens en septembre 2016.

## Échanges économiques
En 2020, les exports colombiens vers la Géorgie comptent 442 710 de dollars, principalement en cafés et thés. Le record des exports colombiens en Géorgie date de 2017, ayant dépasser les 13 millions de dollars. Du côté géorgien, le record est atteint en 2012 avec 6 millions de dollars, tandis que le montant s'ajoute à 3,96 millions de dollars en 2020, principalement en métaux ferroviers.
Les liens commerciaux entre les deux pays est le sujet de négociations dans le cadre des consultations politiques bilatérales. C'est ainsi que le 7 novembre 2014, durant le troisième cycle des consultations à Bogota, la délégation géorgienne signe un mémorandum d'entente entre la Chambre du commerce et de l'industrie de la Géorgie et Confecamaras, la confédération des chambres du commerce colombiennes. En novembre 2016, durant la première visite en Géorgie de l'ambassadeur Saavedra, celui-ci organise un forum économique pour encourager les entreprises géorgiennes à investir en Colombie. En avril 2019, durant le sixième cycle des consultations, la Colombie annonce l'organisation de missions commerciales pour étudier le marché géorgien pour le charbon et les fruits tropicaux.

### Immigration
Durant la réforme des visas en Géorgie de 2014, la Colombie est l'un des 94 pays d'origine dont les citoyens peuvent voyager en Géorgie sans visa pour 90 jours. Le 8 juin 2015, le gouvernement géorgien étend la limite de 90 à 365 jours, devenant l'un des premiers pays dans le monde à offrir une exemption de visas aux citoyens colombiens. Les citoyens géorgiens peuvent voyager en Colombie de même sans visa pour des raisons touristiques, mais un visa est nécessaire pour les longs séjours.
En 2019, sur les 12 000 citoyens étrangers officiellement travaillant en Géorgie, un seul est colombien. Durant la pandémie de Covid-19, la Colombie fait partie des 95 pays auxquels la Géorgie offre le programme Remotely from Georgia, un visa spécial pour autoriser les ressortissants de certains pays à travailler par distance depuis la Géorgie.